# Зайнуллин, Альберт Тауратович
Альберт Тауратович Зайнуллин (23 декабря 1994, Ижевск, Удмуртская Республика, Россия) — российский военнослужащий, младший сержант, заместитель командира взвода 3-го мотострелкового полка 15-й отдельной гвардейской мотострелковой бригады 2-й гвардейской общевойсковой армии. Герой Российской Федерации (2024).

## Биография
Родился 23 декабря 1994 года в Ижевске Республики Удмуртия.
В 1995 году вместе с семьёй перебрался на Южный Урал. Окончил Полетаевскую среднюю общеобразовательную среднюю школу. Намного позже, в 2014-2015 годах проходил срочную службу в Воздушно-десантных войсках (ВДВ) в 242-м учебном центре подготовки младших специалистов ВДВ в Омске. После того, как произошло увольнение в запас, работал строителем.
В 2022 году был мобилизован в Вооружённые силы Российской Федерации для участия вторжении на Украину. Неоднократно был ранен.
После присвоения звания Героя Российской Федерации, церемония награждения прошла в Екатерининском зале Кремля 30 мая 2024 года. Золотая Звезда была вручена Президентом России В. В. Путиным.

## Звания и награды
- Герой Российской Федерации (Указом Президента Российской Федерации «закрытым» от 13 февраля 2024 года за мужество и героизм, проявленные при исполнении воинского долга, гвардии младшему сержанту Зайнуллину Альберту Тауратовичу присвоено звание Героя Российской Федерации с вручением знака особого отличия — медали «Золотая Звезда»)[3];
- Медаль «За боевые отличия» (Минобороны России);
- Медаль «Участнику специальной военной операции» (Минобороны России).